# Vintage Story
Vintage Story è un videogioco sandbox survival sviluppato e pubblicato dagli Anego Studios. I fondatori degli Anego Studios, Tyron e Irena Madlener, iniziarono a sviluppare il gioco a partire da una versione a sé stante di una mod precedentemente creata per Minecraft, Vintagecraft. Una versione precedente del gioco è disponibile gratuitamente e può essere scaricata. Il titolo è attualmente in early access in modalità giocatore singolo o multigiocatore.

## Modalità di gioco
Nel gioco il giocatore assume il ruolo di un umanoide di alta statura, denominato seraph sia dagli sviluppatori che dal gioco stesso. Il gameplay è incentrato sulla creazione di un'esperienza realistica e coinvolgente. Per realizzare diversi oggetti è necessario interagire con il mondo di gioco anziché ricorrere a un'interfaccia grafica. Per esempio, per realizzare una ciotola di argilla, il giocatore deve posizionare piccoli voxel nella forma di una ciotola, che poi deve essere cotta in un apposito forno. 
Altri aspetti del gioco includono la raccolta di minerali, l'allevamento del bestiame, l'agricoltura e la costruzione di strutture. Un altro punto focale del gioco è l'esplorazione dell'area di gioco, caratterizzata da mondi infiniti con biomi realistici e strutture generate in modo casuale, che forniscono un'esperienza avvincente.

## Sviluppo
Vintage Story è realizzato in C# utilizzando OpenTK e un fork del motore grafico ManicDigger. Per la maggior parte la programmazione del titolo è stata curata da Tyron Madlener, con il contributo di altri collaboratori open source. La maggior parte del codice di gioco è sotto licenza di codice sorgente consultabile sul GitHub degli Anego Studios. Il gioco è attualmente in fase di sviluppo e l'ultima versione stabile, la 1.19.4, è stata pubblicata verso la fine di febbraio del 2024.
Una delle caratteristiche più apprezzate del gioco è l'API per il modding, giudicata positivamente in termini di flessibilità e qualità.

## Accoglienza
Power Up Gaming parla di Vintage Story definendolo «ad un livello completamente diverso» rispetto ad altri giochi survival a blocchi, grazie al suo approccio al crafting e alla gestione dell'inventario, notando che il gioco risolve tutti i «fastidiosi problemi presenti» in altri giochi survival open-world a blocchi, dando la possibilità al giocatore di aprire più menu alla volta e di interagire con gli elementi del gioco con più naturalezza. Secondo un recensore, Vintage Story è un'esperienza di sopravvivenza più suggestiva rispetto a Minecraft, che considera «troppo tranquillo».
Rock Paper Shotgun ha elogiato la generazione del mondo, le animazioni e il modding. In un'altra recensione, Rock Paper Shotgun è stato soprattutto messo in evidenza come le prestazioni di Vintage Story siano nettamente migliori, se paragonate a quelle di Minecraft. In una recensione, Sportskeeda ha elogiato la grafica così come la mineralogia. Digital Trends ha lodato il gameplay unico e il sistema di crafting di qualità, insieme alla flessibilità del gioco.